# یوری کوچییاما
یوری کوچییاما (به انگلیسی: Yuri Kochiyama؛ به ژاپنی: 河内山 百合؛ ۱۹ مه ۱۹۲۱ – ۱ ژوئن ۲۰۱۴) یک کنشگر سیاسی و فعال حقوق بشر اهل ایالات متحده آمریکا بود. او تحت تأثیر بازداشت دسته‌جمعی خانواده ژاپنی-آمریکایی خود و ارتباط با مالکوم ایکس از بسیاری از جنبش‌های سیاسی و اجتماعی حمایت می‌کرد از جمله جدایی طلبی سیاهان، جنبش ضد جنگ، انقلاب مائوئیستی، غرامت برای ژاپنی-آمریکایی بازداشت شده، و حقوق زندانیان دولت ایالات متحده برای جرائم خشونت‌آمیز که او آنها او به عنوان «زندانیان سیاسی» می‌شناخت.

## زندگی
مری یوریکو ناکاهارا در ۱۹ مه سال ۱۹۲۱ در سن پدرو کالیفرنیا به دنیا آمد و در سال ۱۹۴۱ از کالج کامپتون جونیور در تورانس کالیفرنیا فارغ‌التحصیل شد.
کوچییاما بیست سال اول زندگی خود را در یک اردوگاه توقیف ژاپنی-آمریکایی‌ها در آرکانزاس به سر برد که در پی در جنگ جهانی دوم ایجاد شده بود. او و خانواده‌اش بعدها در ۱۹۴۶ به نیویورک رفتند و در برای ۱۲ سال در یک خانه عمومی بسر بردند و در ۱۹۶۰ به محله هارلم نیویورک نقل مکان کردند که در آنجا او عمیقاً درگیر جنبش‌های آزادی‌خواهانه و عدالت‌طلبانه آفریقایی-آمریکایی‌ها، لاتین‌تباران، و آسیایی-آمریکایی‌ها شد.
در ۱۹ مارس ۲۰۱۶، موتور جستجوی گوگل ۹۵مین سالگرد تولد کوچییاما را با تغییر لوگوی گوگل دودل صفحهٔ اصلی خود در ایالات متحده آمریکا گرامی داشت. تا از فعالیت‌های سیاسی او ستایش کرده و همچنین از حمایت او از تروریست‌ها و دیکتاتورها و اعمال انقلابی خشونت‌آمیز انتقاد کرده باشد. سناتور پت تومی خواستار عذرخواهی گوگل برای این انتخاب شد.